# Толшма
То́лшма — река в Костромской (Солигаличский район) и Вологодской (Тотемский район) областях России. Правый приток реки Сухоны.
Длина реки — 157 км, площадь водосборного бассейна — 1540 км².
Этимология названия восходит к угро-финским корням «тол» (ветер) и «ма» (земля).
Толшма начинается из болот неподалёку от деревни Хомутино Солигаличского района Костромской области. Между истоком Толшмы и протекающей неподалёку Костромой проходит водораздел между бассейнами Волги и Северной Двины.
В верхнем течении течёт по глухой, лесной местности, в среднем течении лесные участки чередуются с луговыми. Скорость течения Толшмы небольшая, ширина 20—40 метров.
Толшма впадает в Сухону рядом с деревней Красное и пристанью Усть-Толшма.
Ранее по реке проводился лесосплав.
В селе Никольское на Толшме Тотемского района Вологодской области в период с 1942 по 1950 гг. в местном детдоме жил и учился знаменитый поэт Н. М. Рубцов.

## Данные водного реестра
По данным государственного водного реестра России относится к Двинско-Печорскому бассейновому округу, водохозяйственный участок реки — Северная Двина от начала реки до впадения реки Вычегда, без рек Юг и Сухона (от истока до Кубенского гидроузла), речной подбассейн реки — Сухона. Речной бассейн реки — Северная Двина.
Код объекта в государственном водном реестре — 03020100312103000007759.

### Притоки
(указано расстояние от устья)
- 16 км: река Маныловица (пр)
- 19 км: река Левакша (лв)
- 39 км: река Юрманга (пр)
- 61 км: река Синьгома (пр)
- 72 км: река Ельшма (пр)
- 89 км: река Карица (пр)